# Người Lào gốc Hoa
Người Lào gốc Hoa (giản thể: 老挝 华人; phồn thể: 老撾華人; Hán-Việt: Lão qua Hoa nhân; bính âm: Lǎowō huárén; tiếng Lào: ຄົນລາວເຊື້ອສາຍຈີນ, Khon Lao xưa-xảy-chin) là một cộng đồng người Hoa sống tại Lào. Hiện nay ước tính họ chiếm 2% tổng dân số Lào. Hầu hết người Lào gốc Hoa là hậu duệ của những người đã di cư từ các tỉnh miền Nam Trung Quốc vào cuối thế kỷ 19 và hiện nay. Người Lào gốc Hoa chủ yếu nói tiếng Triều Châu và tiếng Quảng Đông. Ngày nay tại Lào, nhiều người Trung Quốc đã quyết nhập cư đến Lào, khiến cho dân số của cộng đồng này tăng lên đáng kể. Nhiều người dân tộc Hoa tại Lào cũng liên quan đến quá trình xây dựng để chuẩn bị cho Đại hội Thể thao Đông Nam Á 2009 tổ chức tại Viên Chăn. Trong những năm 1970 và 1980, sau khi Pathet Lào nắm quyền, một số người Lào gốc Hoa đã chạy sang Thái Lan và các quốc gia khác, như Hoa Kỳ. Hầu hết người Lào gốc Hoa vẫn duy trì bản sắc văn hóa của mình